# Revolução Cidadã
Revolução Cidadã (em castelhano:  Revolución Ciudadana) é um projeto político e socioeconômico formulado por uma coalizão de políticos de esquerda com diversas organizações sociais no Equador. Através da implementação da Revolução Cidadã, o presidente Rafael Correa, que era o líder da Alianza País, buscou de 2008 a 2017 alcançar gradualmente a reconstrução socialista da sociedade equatoriana. No entanto, seus resultados foram criticados por seu sucessor, Lenín Moreno, partidos adversários e opositores, chamando-a de "década perdida".

## Origens
A premissa da Revolução Cidadã é a Revolução Liberal de 1895 liderada por Eloy Alfaro (1842-1912) e os ideais do socialismo do século XXI.

## Base
O projeto foi baseado nos Cinco Eixos da Revolução Cidadã.
Os Cinco Eixos sustentaram o Plano Nacional do Bem Viver 2009-2013 que "estabelece novos horizontes visando à materialização e radicalização do projeto de mudança da Revolução Cidadã para a construção de um Estado Plurinacional e Intercultural e, finalmente, para a conquista do Bem Viver para todos os equatorianos".
O Equador decidiu encerrar sua relação de crédito com o Fundo Monetário Internacional, renegociou os contratos de petróleo e voltou a integrar a OPEP. O país também participou ativamente do projeto de integração dos países sul-americanos em um único bloco econômico e político na União de Nações Sul-Americanas (UNASUL), cuja sede principal situava-se em Quito, e foi fundamental na criação do Banco do Sul, um fundo monetário sul-americano, banco de desenvolvimento e instituição de crédito cujo acordo de fundação foi assinado em 26 de setembro de 2009. Todas essas medidas foram desfeitas pelo governo de Lenin Moreno, sucessor do governo de Rafael Correa.
Após a guinada do Alianza País para a direita, os aliados de Correa fundaram um novo partido de esquerda, o Movimiento Revolución Ciudadana.